# José António Serrano
José António Serrano (6 de Outubro de 1851 — 7 de Dezembro de 1904) foi um anatomista português. Médico ilustre, cirurgião no Hospital de São José, notável professor de Anatomia na Escola Médico-Cirúrgica de Lisboa, e vice-presidente da Sociedade das Ciências Médicas de Lisboa.
Publicou, em 1895, o Tratado de Osteologia Humana, considerado uma monumental obra de rigor na descrição, sendo possivelmente o livro de Anatomia português com maior projecção internacional.